# ДОТ № 420 (КиУР)

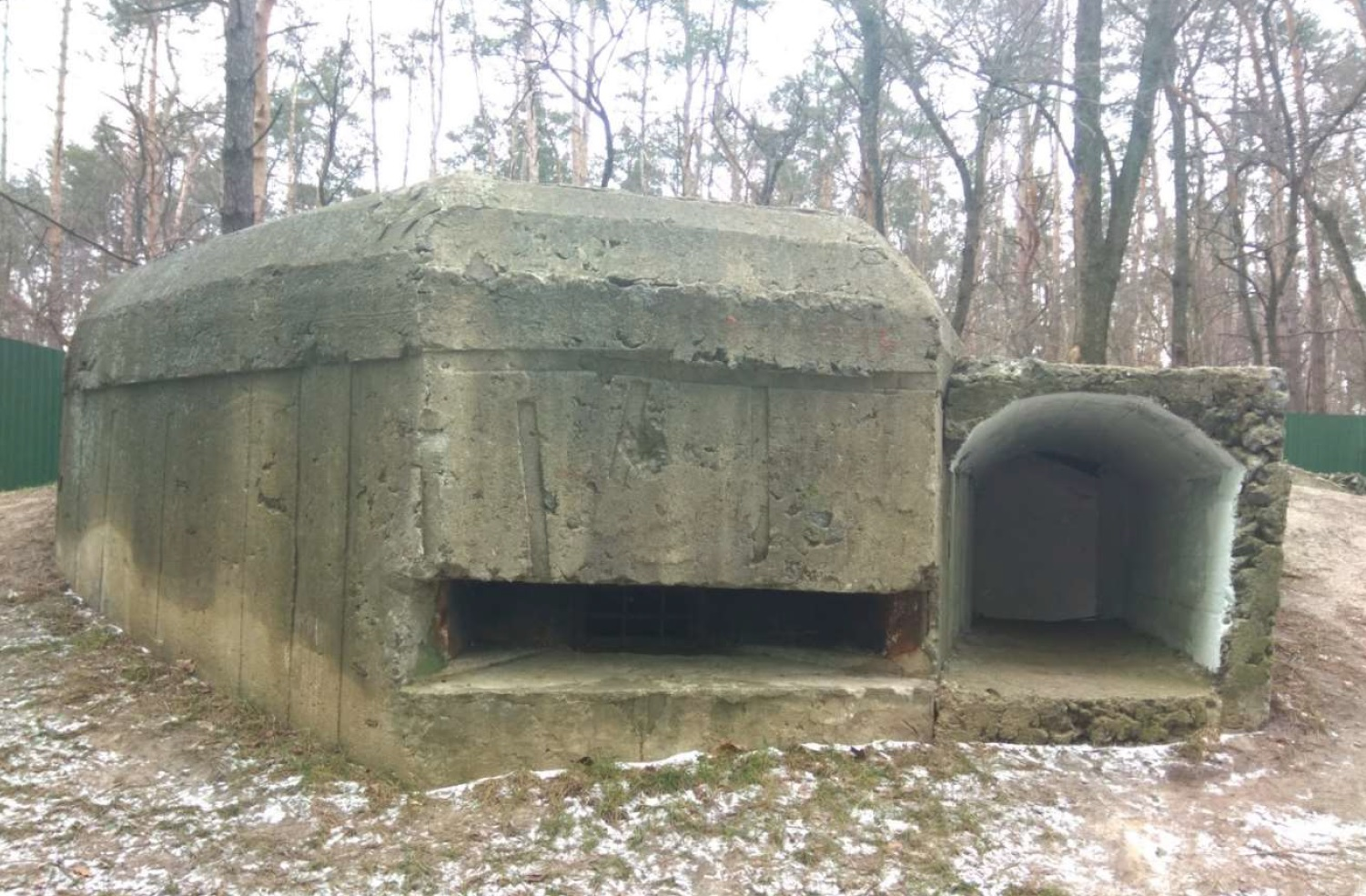
ДОТ № 420. Вид с фронта. Хорошо просматривается ползковый лаз.

ДОТ № 420 — долговременная огневая точка, входившая в первую линию обороны Киевского укрепрайона.

## Конструкция
ДОТ № 420 имеет один этаж и всего один небольшой каземат на 1 пулемётную амбразуру для станкового пулемёта. Это сооружение типа «МС», то есть одноамбразурный ДОТ с небольшой стойкостью к артобстрелу. Его класс стойкости «М3», то есть он способен выдержать 1 попадание 122-мм гаубицы. Соответственно толщина его стен не превышала 100 см, а перекрытия — 60 — 75 см. Сооружение построили в 1929 году в глубине обороны в лесу для прикрытия подходов к селу Петропавловская Борщаговка. Этот ДОТ — единственный из всех ДОТ типа «МС» на территории КиУР, который был снабжён ползковым лазом, ведущим к амбразуре. Целью подобного лаза была возможность во время боя освободить амбразуру от навалившейся маскировки либо принять бой на ближней дистанции со штурмовыми группами противника. Подобные ползковые лазы строились и в других сооружениях КиУР, например в 2-амбразурном каземате ДОТ № 401/402.
Всего в КиУР было построено 20 сооружений типа «МС», лишь 4 из них сохранились до 2000-х - 2010-х годов. В укрепрайоне более лёгкими по стойкости были лишь пулемётные гнёзда типа «Барбет».

## Служба

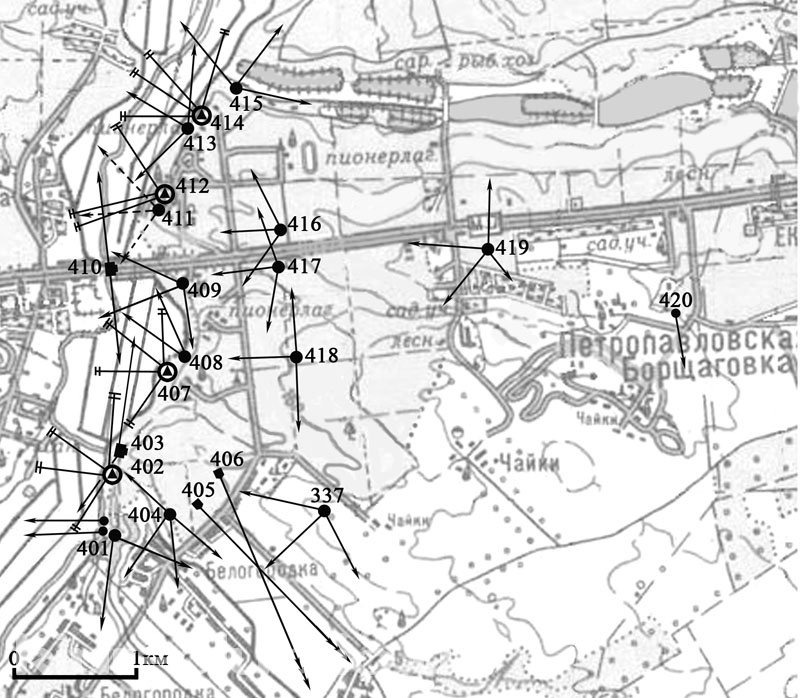
ДОТ № 420 в системе обороны 3-го БРО КиУР

Фортификационное сооружение приняло участие в Отечественной войне и организационно входило в 3-й батальонный район обороны (БРО) КиУР, прикрывающего район Белогородка (Киевская область) — Житомирское шоссе (Брест-Литовське шосе). Гарнизон сооружения состоял из 4 бойцов 193-го отдельного пулемётного батальона КиУР.

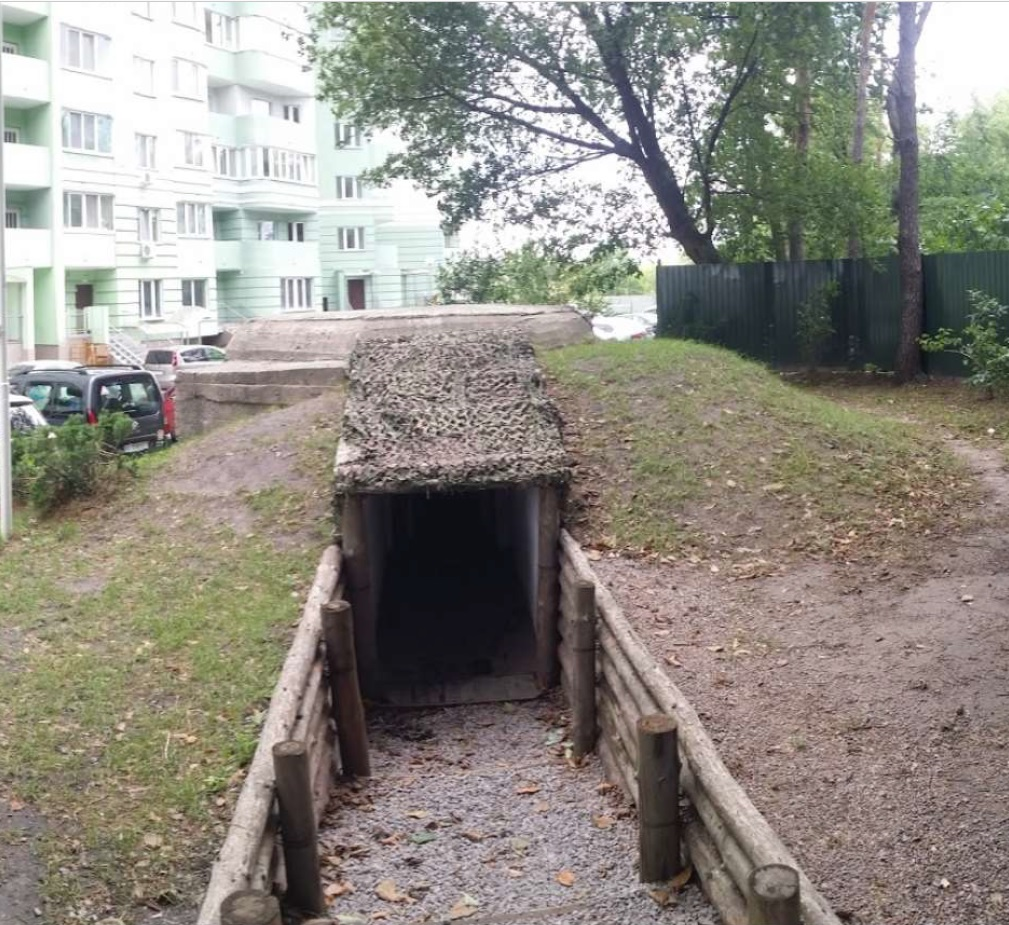
ДОТ № 420. Вид сзади.

Во время первого генерального штурма КиУР, который начали войска 29-го армейского корпуса вермахта 4 августа 1941 года, ДОТ находился на спокойном участке фронта. Во время второго штурма КиУР, который начался 16 сентября 1941 года, ДОТ № 420 также не имел боевого контакта с врагом. Днём 18 сентября войска 37-я армии Юго-Западного фронта получает приказ-разрешение на оставление города Киев и КиУР. Гарнизоны долговременных сооружений были одними из последних, кто уходил на левый берег реки Днепр. Среди них был и гарнизон ДОТ № 420. Во время отступления гарнизон не подорвал сооружение. Но не исключено, что пулемёт и внутреннее оборудование было выведено из строя. Днём 19 сентября передовые части 71 пехотной дивизии заняли территорию 3-го БРО без боя, задерживая лишь красноармейцев-дезертиров и перебежчиков. Во время зачистки после 19 сентября немецкие сапёры ДОТ также не взорвали.
История ДОТ № 420, как и всего 3-го батальонного района обороны (БРО) КиУР, напоминает доктрину «Fleet in being» в действии. Многочисленная группа долговременных и полевых оборонительных сооружений с артиллерией удерживала немцев от полномасштабного штурма данного участка. С другой стороны это принуждало противника держать здесь неоправданно большое число войск, которые можно было бы задействовать более эффективно на других участках фронта. Ведь был риск, что советские войска, прикрываясь оборонительными сооружениями, могут перейти в сильную, подготовленную атаку.

## Настоящее время
ДОТ находится в хорошем состоянии, внутри сделан мини-музей, посвящённый обороне города в 1941 году.

## Галерея

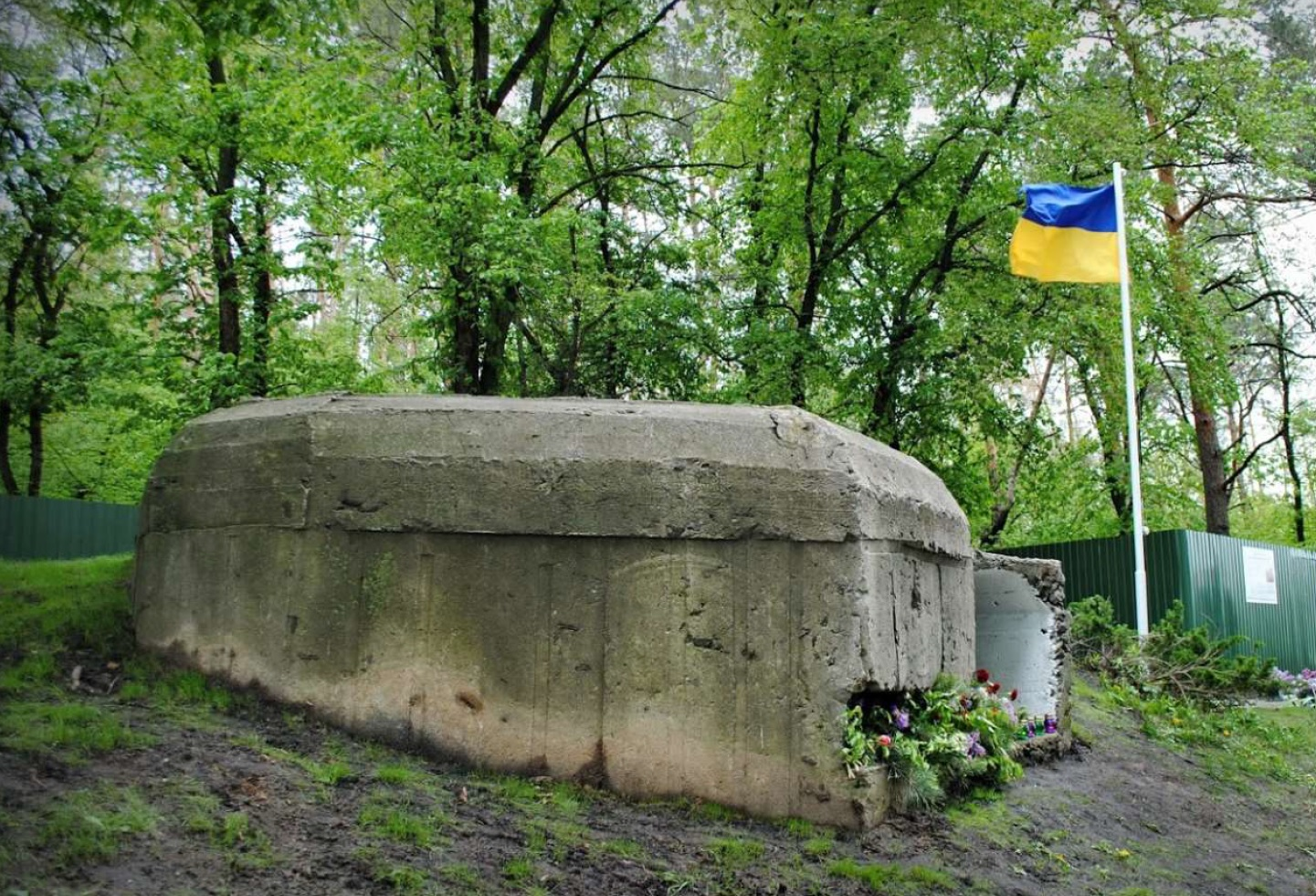
Вид справа.
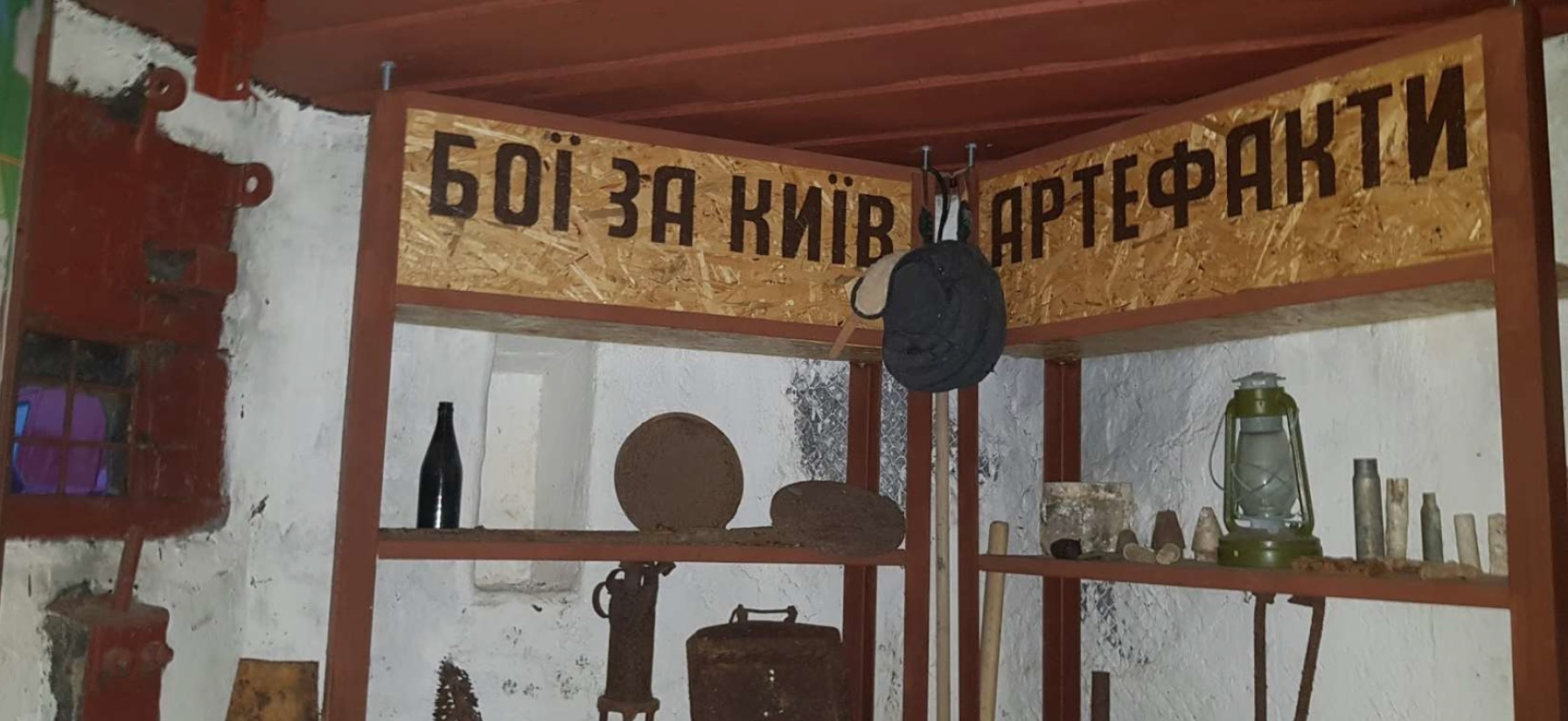
Мини-музей в ДОТ № 420.